# Усыпальница Бахауллы в Бахджи
Усыпальница Бахауллы в Бахджи — усыпальница Бахауллы, последователя Баба (основатель веры бахаи). Представляет собой небольшое здание в Акко, на западе Галилеи, в Израиле. Баххаула  был похоронен здесь в 1892 году. Усыпальница стала местом паломничества и поклонения приверженцев бахаи, также как и соседний особняк Бахджи (араб. قصر بهجي‎, Qasr Bahjī , особняк восторга), в котором Бахаулла жил и умер. Вся местность в окрестностях Акко в то время называлась Аль-Бахджа (Место Восторга). Усыпательница Бахауллы в Бахджи вместе с особняком Бахджи является одной из 26 построек Бахаи в Хайфе и на западе Галилеи, внесённых в список Всемирного наследия Юнеско в 2008 году. Известны два самых святых места паломничества религии бахаи, связанных с основателями: Усыпальница Бахауллы в Бахджи (Акко) и Усыпальница Баба (Хайфа), а также окружающие их сады, связанные с ними здания и памятники.

## Самая важная святыня бахаи
Бахаулла, прибыв в 1868 году из Адрианополя в Акко (Палестина) для пожизненного заключения за свою приверженность вере Баба (с 1844 года), с 1879 года до своей смерти 29 мая 1892 года жил в особняке Бахджи в окрестностях Акко. Он был похоронен в святилище рядом с особняком, а затем святилище было расширено его старшим сыном Абдулом-Баха. Шоги Эффенди, Хранитель религии, внук Абдул Баха, возвысил святыню до самой важной святыни и самого важного места паломничества бахаи, назвав её «Океаном Света» (Дарья-йи-Нур).В направлении усыпальницы Бахауллы совершаются адептами бахаи ежедневные обязательные молитвы и молитвы за умерших, что сравнимо с мусульманами, обращёнными лицом к Каабе во время ежедневной молитвы, или христианами и иудеями, обращенными во время молитвы лицом к Иерусалиму.
В 1898 году рядом с Бахауллой был захоронен один из его сыновей, но в дальнейшем его прах был вынесен из усыпальницы в связи с расколом между сыновьями Бахауллы.

## Особняк Бахджи
Особняк Бахджи сначала в 1879 году арендовал, а потом купил старший сын Бахауллы Абдул-Баха. В 1890 году кембриджский востоковед Эдвард Грэнвилл Браун встречался с Бахауллой в этом особняке; после этой встречи он написал портрет Бахауллы.

## Ландшафтный дизайн
Вокруг особняка Бахджи и Усыпальницы Бахауллы разбиты регулярные сады, ландшафтный дизайн которых такой же, как в Бахайских садах в Хайфе. Отличие в плоском рельефе местности Акко.